# Hohes Perlgras
Das Hohe Perlgras (Melica altissima) ist eine Art aus der Gattung der Perlgräser (Melica) und gehört zur Familie der Süßgräser.

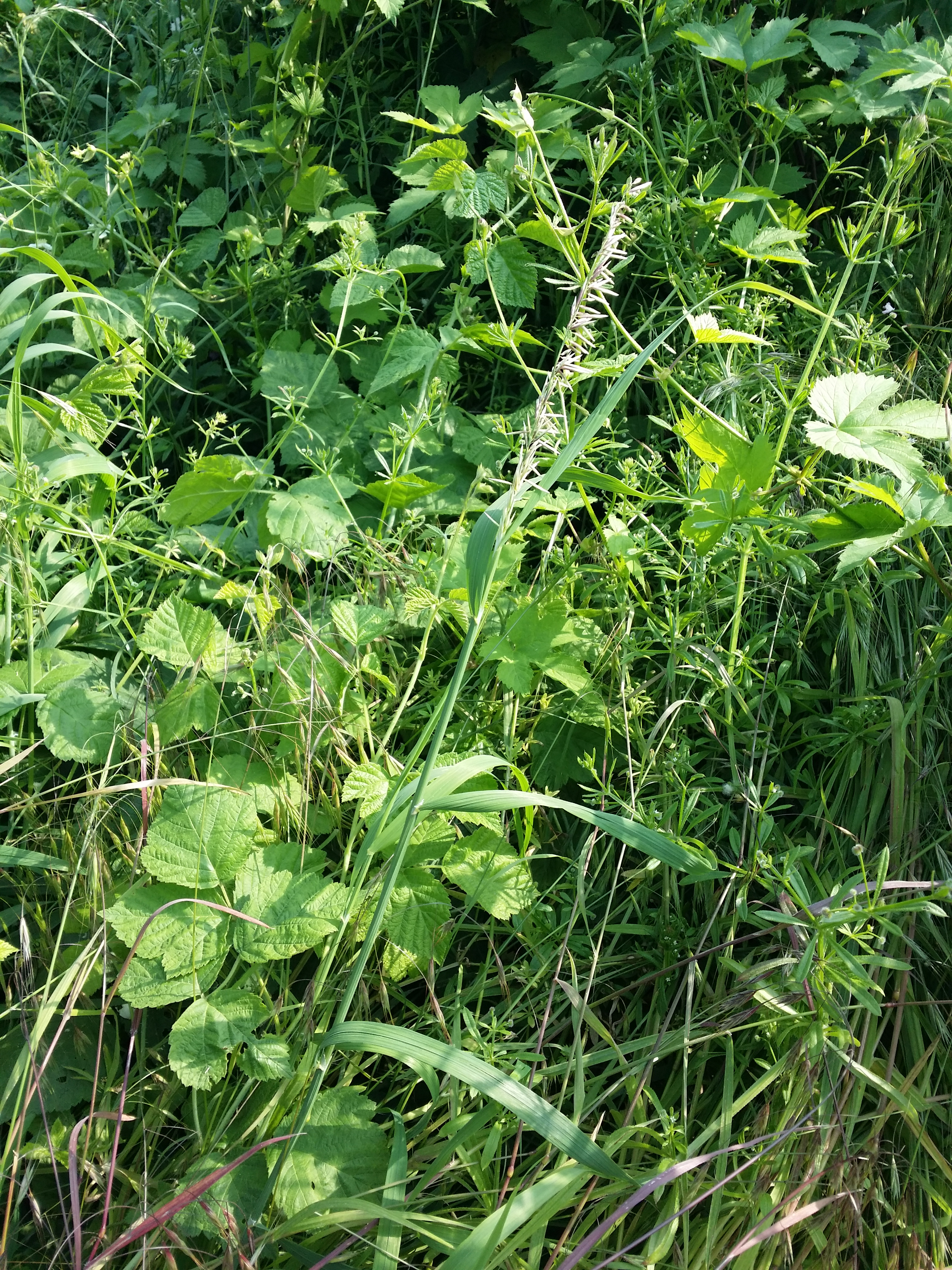
Habitus

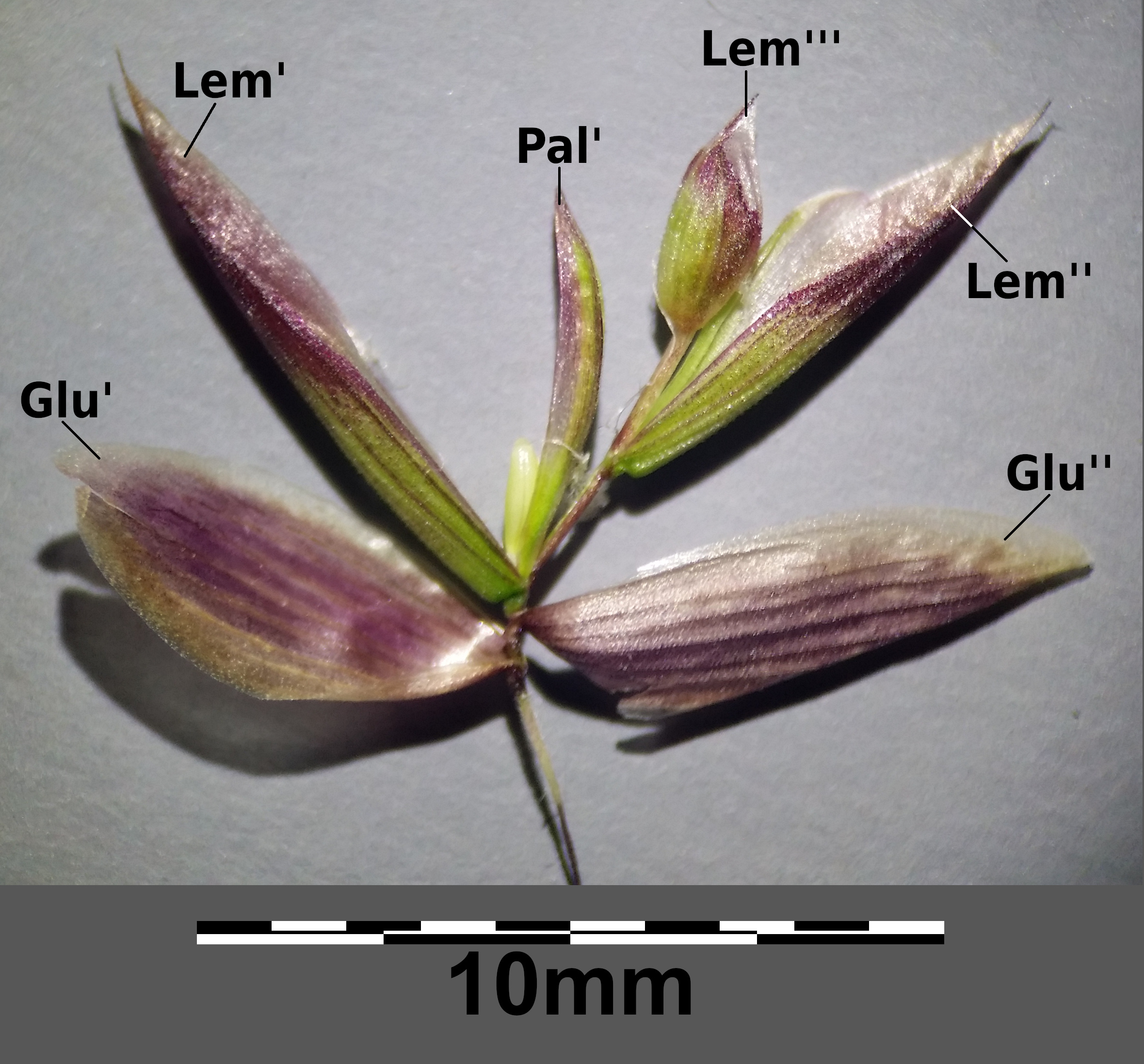
Ährchen

## Beschreibung
Das Hohe Perlgras ist ausdauernd und hat lange unterirdische Ausläufer; die Halme werden 40 bis 200 Zentimeter hoch. Die Blätter sind 5 bis 15 mm breit und flach; das Blatthäutchen ist eiförmig und 3 bis 5 mm lang. 
Charakteristisch für die Art ist die dichte Rispe, die 10 bis 20 cm lang wird und am Grunde oft etwas unterbrochen ist. Unterhalb der Rispe ist der Halm von Stachelhaaren rau. Die Ährchenstiele sind kurz und im oberen Teil stark gebogen. Die Ährchen sind 7 bis 12 mm lang, teilweise nickend und umfassen 2 fertile und mehrere sterile Blütchen. Die Hüllspelzen sind eiförmig, stumpf und untereinander fast gleich. Die Deckspelzen der fertilen Blütchen sind 7 bis 11 mm lang, eiförmig, aber spitz, mit breitem Hautrand und 9- bis 13-nervig.
Die Chromosomenzahl beträgt 2n = 18. Die Art blüht im Mai und Juni.

## Vorkommen
Das Verbreitungsgebiet dieser Art der Eurosibirischen Waldsteppenvegetation reicht von der Slowakei und Ungarn ostwärts in die zentralasiatischen Gebirge bis Kirgisien im Süden und ins chinesische Xinjiang im Osten. Im Bereich des Kaukasus kommt sie südwärts bis Ostanatolien und die nordwestiranische Provinz Aserbaidschan vor. Bei Vorkommen in Niederösterreich und im tschechischen Ostböhmen ist unklar, ob es sich um einheimische Exklaven am westlichen Arealrand oder um Verwilderungen aus Gartenkultur handelt.
Die Art wird seit dem 18. Jahrhundert als Zierpflanze kultiviert. Sie neigt zur Verwilderung und tritt in Deutschland als lokal eingebürgerter Neophyt in Erscheinung, beispielsweise im niederbayerischen Perlesreut, aber auch in Berlin-Brandenburg, in Mecklenburg-Vorpommern und in Sachsen-Anhalt.
Das Hohe Perlgras wächst auf Lehm-, Löss- und lehmigen Schotterböden in Trockenwäldern und an wärmebeeinflussten Wald- und Gebüschsäumen, tritt aber auch an halbruderalen Standorten in Weinbergen und in Robinienbeständen auf.

## Systematik
Das Hohe Perlgras wird in der Untergattung Melica zusammen mit den asiatischen Arten Melica turczaninowiana Ohwi und Melica schafkati Bondarenko in die Sektion Altimelica W.Hempel gestellt.
Melica altissima wurde 1753 von Carl von Linné in Species Plantarum Tomus I, S. 66 erstveröffentlicht. Ein Synonym ist Melica sibirica Lam. Als Melica altissima L. var. atropurpurea Papp werden Pflanzen mit violett gefärbten Hüllspelzen bezeichnet, die als Zierpflanzen verwendet werden, taxonomisch aber bedeutungslos sind.
Das lateinische Epitheton „altissima“ bedeutet „die höchste“, was sich offenkundig auf die bedeutende Wuchshöhe dieser Art bezieht.